# Thomasomys oreas
Thomasomys oreas és una espècie de mamífer rosegador de la família dels cricètids. Viu a altituds d'entre 2.460 i 3.650 msnm a Bolívia i el Perú. S'alimenta de llavors i artròpodes. Els seus hàbitats naturals són els boscos nans montans i les vores de les selves nebuloses. Algunes poblacions estan amenaçades per la desforestació, la fragmentació del seu medi i l'expansió de l'agricultura.